# Меморіальний фонтан Рассела Алджера
Меморіальний фонтан Рассела Алджера — фонтан у Детройті, штат Мічиган, один із «найуспішніших спільних проектів», створених скульптором Деніелом Честером Френчем та архітектором Генрі Беконом. Бронзова статуя була відлита компанією Gorham Manufacturing Company . Фонтан розташований у парку Grand Circus Park і був відкритий 27 липня 1921 року.
Бронзовий пам’ятник у стилі витонченого мистецтва складається з «одухотвореної»  жіночої іпостасі «Мічіган», одна рука якої піднята на знак вітання, а інша тримає меч і щит. На щиті неглибоким рельєфом зображено герб штату Мічиган. На гранітній основі — барельєфний портрет Рассела Алджера. Голови левів в основі служать джерелами для наливання води в навколишню чашу.
Рассел Алджер (1836–1907) був ветераном громадянської війни (він записався рядовим і закінчив війну генералом), політиком (губернатор Мічигану, сенатор США від штату Мічиган і військовий міністр США) і дуже успішним бізнесменом. Після смерті Алджера «меморіальне товариство» ветеранів громадянської війни зібралося та замовило монумент для вшанування його заслуг .

## Зовнішні посилання
Вікісховище має мультимедійні дані за темою: Меморіальний фонтан Рассела Алджера